# Escavador
Escavador é uma plataforma digital brasileira que permite o acesso à informação jurídica pública e currículos acadêmicos por meio de seu site. 

## Descrição
A plataforma agrega dados públicos sobre pessoas, empresas e processos judiciais do Brasil, coletando informações de fontes como Diários Oficiais, tribunais e Currículos Lattes. A empresa disponibiliza serviços gratuitos e planos para indivíduos e negócios, além de uma API para integração com sistemas. A plataforma é frequentemente  utilizada como fonte de informações sobre pessoas ou empresas. De acordo com a SimilarWeb, o Escavador é um dos 500 sites mais acessados do Brasil e ocupa a primeira posição na categoria "Direito e Governo - Outros".

## Legalidade sobre a divulgação dos dados
O Escavador iniciou um processo no Supremo Tribunal Federal (STF) para definir a legalidade da divulgação de informações sobre processos judiciais em sites não oficiais, desde que não estejam protegidos por sigilo. A ação teve início em 2019, quando um indivíduo alegou que a divulgação de informações sobre uma ação trabalhista estava prejudicando suas chances de ser contratado. A ação foi julgada improcedente nas duas instâncias, culminando na seguinte decisão sobre a licitude da sua atividade por meio do julgamento de Incidente de Resolução de Demandas Repetitivas - IRDR de número 70082616665 (Nº CNJ: 0233575-44.2019.8.21.7000), pela terceira Turma Cível do Tribunal de Justiça do Rio Grande do Sul - TJRS, e foi aceita a seguinte tese: 
É lícita a divulgação por provedor de aplicações de internet de conteúdos de processos judiciais, em andamento ou findos, que não tramitem em segredo de justiça, e nem exista obrigação jurídica de removê-los da rede mundial de computadores, bem como a atividade realizada por provedor de buscas que remeta aquele.
Porém, como a tese fixada através do IRDR produz apenas efeitos normativos no estado do Rio Grande do Sul, o Escavador recorreu-se ao STF para solicitar a fixação da tese jurídica para todo território nacional. Em maio de 2021, o Ministro Luiz Fux, relator do recurso, julgou procedente o agravo e reconheceu a Repercussão Geral do caso. O julgamento permitirá a definição de uma posição do STF sobre a legalidade da atividade de divulgação de informações processuais em sites não oficiais do Poder Judiciário. A Ministra Cármen Lúcia é a relatora do caso, que aguarda julgamento no STF sob o Tema de Repercussão Geral 1141.
No processo, participam como Amicus curiae (amigo da corte) as seguintes entidades:
- Open Knowledge Brasil - OKBR
- Associação Brasileira de Lawtechs e Legaltechs - AB2L
- Defensoria Pública do Estado do Rio de Janeiro
- Instituto Brasileiro de Política e Direito do Consumidor - BRASILCON
- Google Brasil
- Associação Instituto Tornavoz - TORNAVOZ
- Associação Brasileira de Jornalismo Investigativo – ABRAJI
- Instituto de Referência em Internet e Sociedade – IRIS